# Louis Van Hege
Louis Marie Emile Van Hege (Ukkel, 8 mei 1889 - aldaar, 24 juni 1975) was een Belgisch voetballer en bobsleeër.
Hij speelde van 1906 tot 1910 voor Union Sint-Gillis en transfereerde in de zomer van 1910 samen met Roger Piérard en Max Tobias (beiden ploeggenoten van Louis Van Hege bij Union Sint-Gillis) naar AC Milan, toen nog Milan Foot Ball Club geheten. Louis Van Hege zag zijn naam in de Italiaanse pers al snel verbasterd tot "Luigi" Van Hege.
Van Hege maakte zeer veel doelpunten en speelde zich dusdanig in de kijker dat hij in 1911 door de krant "La Gazzetta dello Sport" zelfs werd uitgeroepen tot de meest populaire voetballer in Italië.
Van Hege maakte deel uit van de "Front Wanderers", de reizende nationale militaire ploeg tijdens de Eerste Wereldoorlog. Na afloop van de oorlog keerde Van Hege niet meer terug naar Italië en vervoegde hij opnieuw zijn oude club Union Sint-Gillis. Op 17 februari 1920 speelde hij zijn eerste echte interland (België - Engeland Amateurs 3-1) en scoorde daarin gelijk een doelpunt.
Louis Van Hege speelde zijn laatste officiële interland op 29 mei 1924 (Zweden - België 8-1), een wedstrijd in het kader van de O.S. 1924 te Parijs.
Hoewel Van Hege samen met Antwerpspeler Dis Bastin de enige Belg was die het vereiste internationale niveau haalde in deze wedstrijd, luidde deze nederlaag (“De ramp van Colombes” genoemd) ook het einde in voor een oude rot als Van Hege.
Op 10 juni 1924 speelde Van Hege nog mee in de revanchewedstrijd België - Zweden 5-0, waarna hij echter de tijd gekomen vond om zich terug te trekken en zijn plaats in de nationale ploeg en zijn club aan de jonge generatie over te laten. In totaal speelde hij 132 wedstrijden en scoorde 24 maal voor Union SG. 
Bij Milan speelde hij als spits en bij Union als buitenspeler en zelfs vanaf 1922 als middenvelder.
Louis Van Hege werd op de Algemene Vergadering van de KBVB op 29 juni 1924 gehuldigd en ontving bij die gelegenheid de plaket van de KBVB.
Van Hege nam in 1932 deel aan het bobsleeën op de Olympische Winterspelen in Lake Placid. Samen met Max Houben werd hij negende in de tweemansbob.
Van 1952 tot 1963 was Van Hege ondervoorzitter van Union Sint-Gillis.